# Chypre
Chypre is de naam die gebruikt wordt voor een bepaalde groep parfums.
Deze parfums kenmerken zich door het gebruik van een akkoord van houtige geuren, traditioneel vooral eikenmos als basisnoot, labdanum of cisteroos als hartnoot, en frisse, meestal citrusachtige geuren als topnoot, traditioneel bergamot. Daarnaast bevat een chypreparfum vaak een kleine hoeveelheid patchouli.
De naam Chypre is afgeleid van het parfum Chypre dat in 1917 door de Franse parfumeur François Coty werd ontwikkeld. Coty noemde het parfum Chypre omdat het hem deed denken aan het eiland Cyprus (Chypre in het Frans).
Het gebruik van het woord met betrekking tot parfums is echter al veel ouder. In de 14e eeuw werd de naam Chypre voor het eerste genoemd. De naam werd aan een parfum gegeven, bestaande uit labdanum, storax en kalmoes, vermengd met tragacanth en vervolgens gegoten in de vorm van een vogel.
In het 19e-eeuwse boek 'The Art of Perfumery' (1857) van de parfumeur en chemicus G.W. Septimus Piesse wordt ook al van een parfum gesproken dat Chypre heet. 
Het zou volgens zijn opsomming van ingrediënten uit ambergris, vanille, tonkaboon, roos en iris hebben bestaan.